# 钟兆琳
钟兆琳（1901年8月23日—1990年4月4日），号琅书，男，浙江德清人，中国电机工程专家、电机工程教育家，曾任第五、六届全国政协委员。

## 生平
1901年8月23日，鍾兆琳出生於浙江省德清縣新市鎮。於1918年入交通部上海工業專門學校就讀，高校毕业于南洋大学（交大前身）电机科；1924年赴美國康奈尔大学電氣工程研究生院，攻读电机工程硕士，1926年獲碩士學位，毕业后隨即出任美国西屋电气公司工程师。1927—1942年先後任交通大學電機系副教授、教授，张煦就曾回忆说:“钟先生在课堂上以熟练的知识和生动的口才启发和教育我们……”；1946年任交通大學電機系主任；1956年—1957年隨交通大學西遷至西安，任西安交通大學電機系主任，教授。1978年，在文化大革命時期受到嚴重迫害的鐘兆琳得到徹底平反。1990年4月4日病逝。

## 家庭
儿子钟万勰。